# Khairunnisa Ash'ari
Khairunnisa binti Haji Ash’ari (ur. 15 grudnia 1987 w Brunei) – brunejska polityczka i działaczka społeczna. Członkini Rady Ustawodawczej Brunei w latach 2017–2022.

## Życiorys
Ash’ari urodziła się 15 grudnia 1987 w Brunei.

### Edukacja i kariera zawodowa
W 2012 roku współzałożyła organizację Green Brunei, młodzieżową organizację poświęconą ekologii, w której pełniła funkcję dyrektorki. Założyła również organizację Green Xchange, również zajmującą się ekologią.
W 2011 roku ukończyła studia na Universiti Brunei Darussalam. W 2016 roku ukończyła studia ze środowiska, polityki i globalizacji z tytułem Master of Arts na King’s College London dzięki stypendium Chevening.

### Działalność polityczna
13 stycznia 2017 roku została mianowana członkinią Rady Ustawodawczej Brunei, parlamentu kraju. Objęła jedno z miejsc dedykowanych osobom wyróżniającym się szczególnymi dokonaniami dla kraju. Została najmłodszą członkinią izby.
W 2021 roku przewodziła inicjatywie mającej na celu umożliwienie kobietom pełnienia funkcji ketua kampong, kierownika najniższej jednostki samorządu terytorialnego w Brunei – kampong.
6 marca 2022 roku, w wyniku prorogacji parlamentu, została odwołana ze stanowiska razem z pozostałymi mianowanymi członkami.

### Pozostała działalność
W 2015 roku uzyskała Queen's Young Leader Award w kategorii „środowisko” od Elżbiety II jako pierwsza osoba z Brunei. W 2016 roku została odznaczona Meritorious Service Medal (Pingat Jasa Kebaktian) przez Sułtana Brunei Hassanala Bolkiaha. W 2018 roku trafiła do rankingu ZICO ASEAN 40 Under 40, wyróżniającego aktywistów społecznych przed 40 rokiem życia z krajów Stowarzyszenia Narodów Azji Południowo-Wschodniej. W 2022 roku otrzymała Order of Setia Negara Brunei Czwartej Klasy.